# Les Paüls
|  | Aquest article tracta sobre el municipi de la Ribagorça. Vegeu-ne altres significats a «Paüls (desambiguació)». |

Les Paüls (a la localitat, las Paüls o Laspaúls) és una vila i municipi de la comarca de la Ribagorça d'Aragó. El seu barri principal és la Vileta. Fins a l'inici del congost d'Ovarra arribava l'antic terme, per on entra el riu Isàvena a la Baixa Ribagorça i s'obri la vall de l'Isàvena. La vila de les Paüls està situat a 1.431 metres d'altitud, damunt la riba dreta del riu Isàvena i al centre del municipi. L'any 1966 Nerill i Espés van formar part del mateix terme.
La temperatura mitjana anual és de 8° i la precipitació anual, 1100 mm.

## Entitats de població
- La Vileta de les Paüls.[5]
- Alins d'Isàvena.[6]
- Rins de Vilarrué.[7]
- Suïls.[8]
- Vilaplana.[9]
- Vilarrué.[10]
- Nerill,[11] situat dalt d'un turó a 1.502 metres, comprenia els pobles i les caseries de les Llagunes,[12] Denui[13] i Ardoné.[14] Després es fusionà amb Espés que estava dividit en dos nuclis: Espés de Dalt i Espés de Baix (municipi des del segle xix),[15] i també Abella.[16]

## Romànic
Conserva un portal romànic Sant Vicenç d'Espés de Dalt. A Espés de Baix trobem l'església de Sant Martí i també part de l'estructura d'un temple romànic, l'ermita de la Pietat, a uns 300 metres del llogaret.

## Economia
La ramaderia té molta importància. Al cens del 1.982 hi havia 5.200 caps d'ovins i 880 de bovins. La producció de llet és força important. El regadiu no aplega al 5% dels conreus.

## Geografia
Al sector central es localitzen els conreus (altiplans de les Paüls), prop de les serres interiors dels Prepirineus, al S, que formen l'excavació profunda de les parets del congost d'Ovarra.

## Llocs d'interés
- Santuari de la Mare de Déu de les Ares.[18]

## Imatges

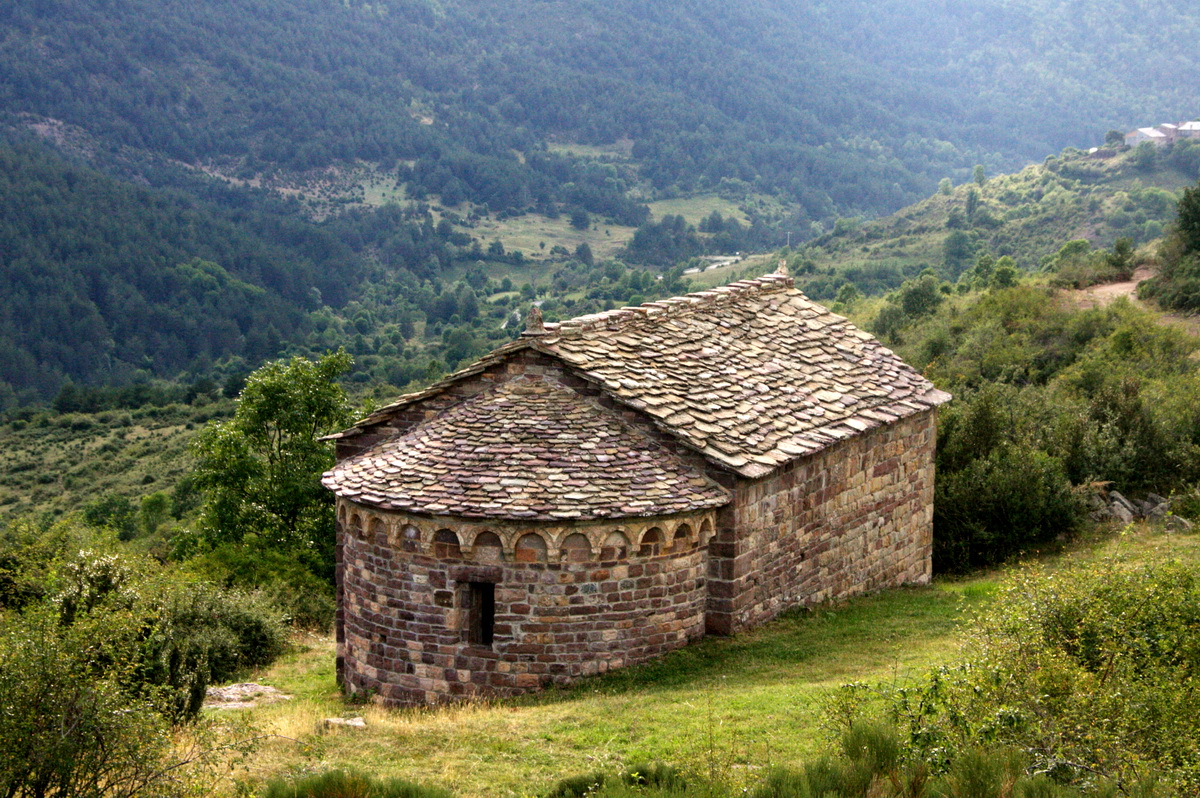
Ermita de la Mare de Déu de Turbidé a Les Paüls (la Franja-Osca)
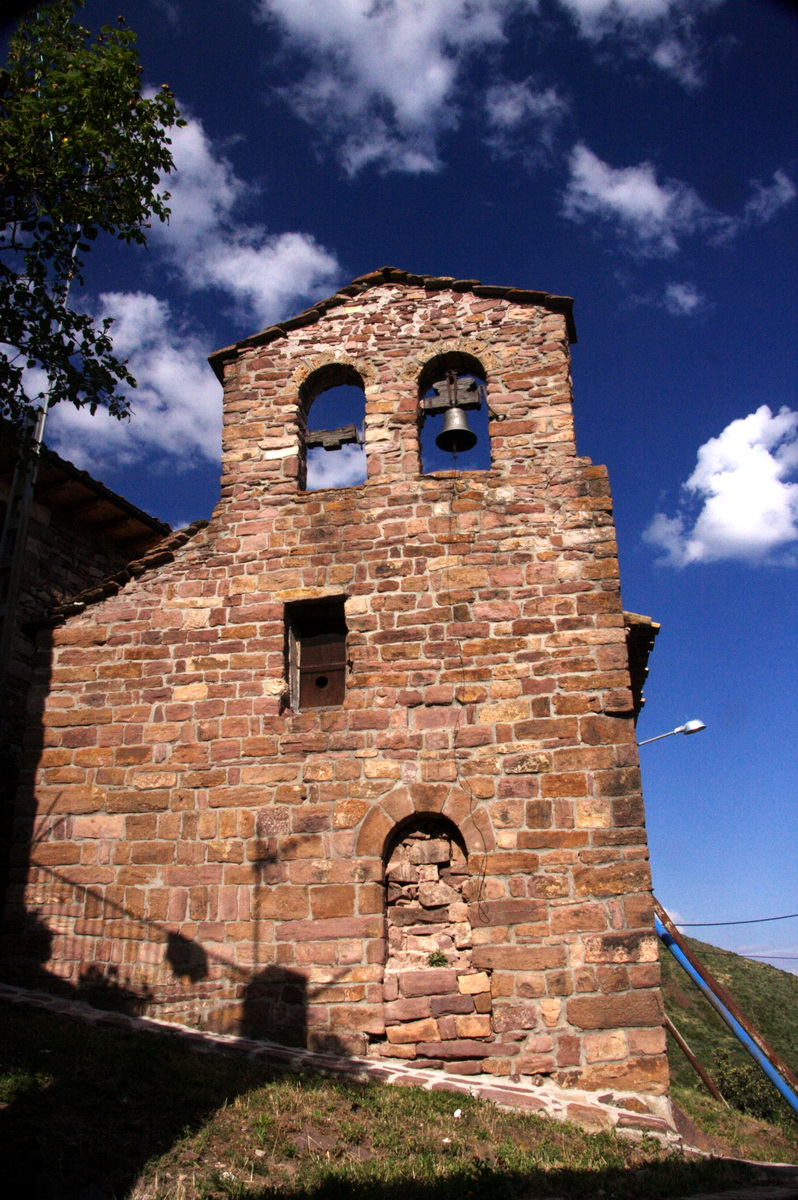
Església de Vilarué.
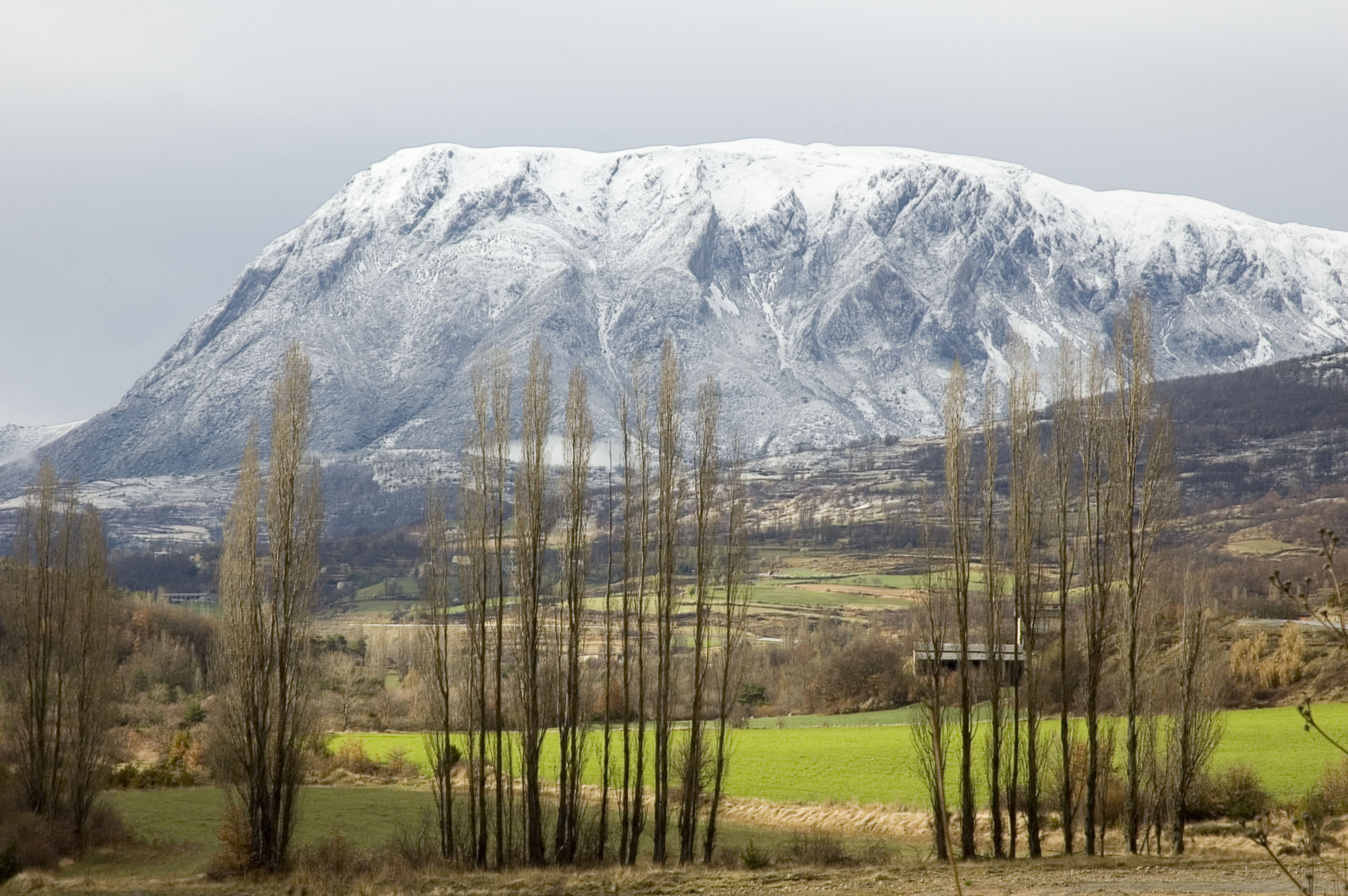
El Turbó
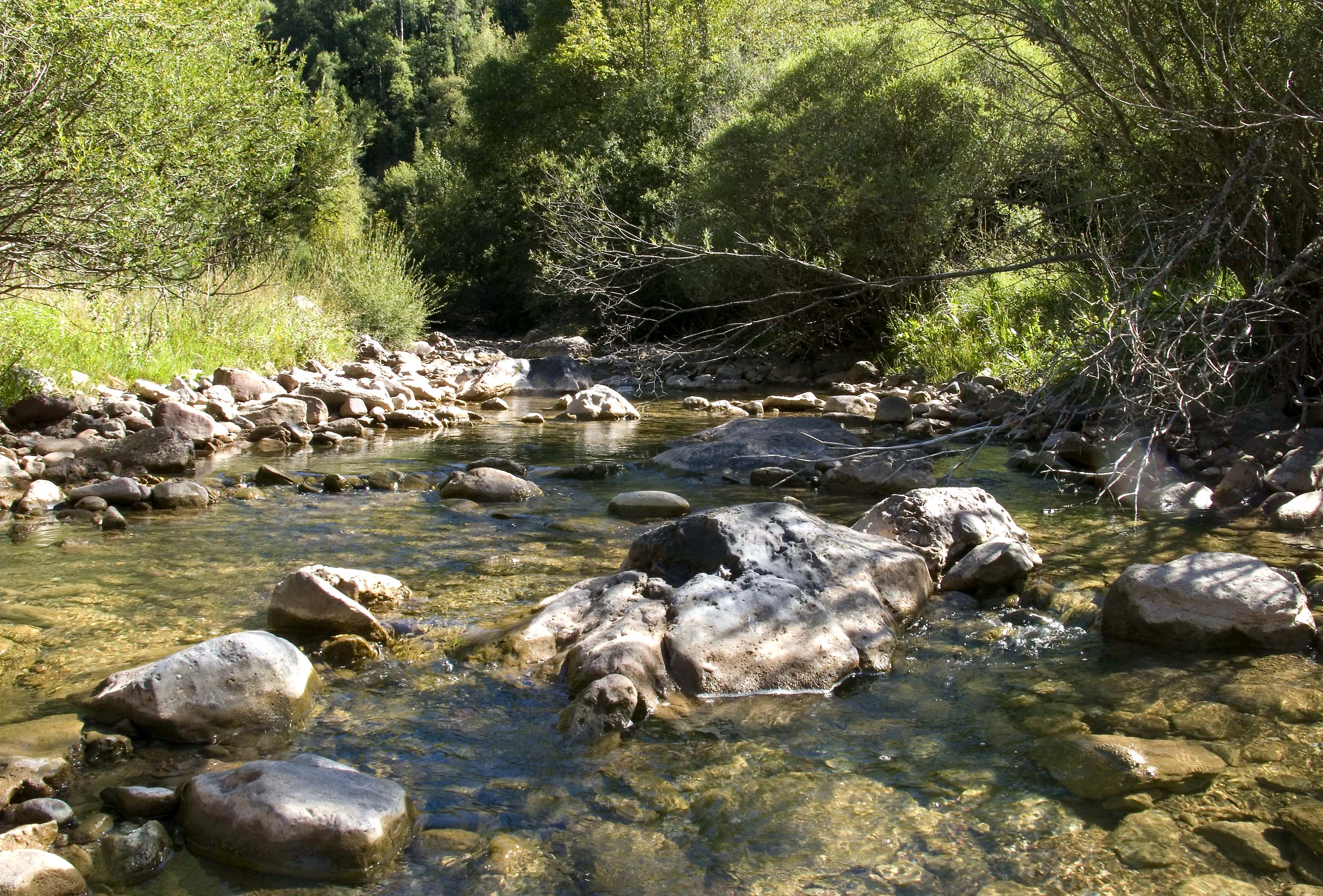
El riu Blanc o Barranc d'Espés és un afluent del riu Isàvena, situat en el municipi de Les Paüls (Ribagorça)
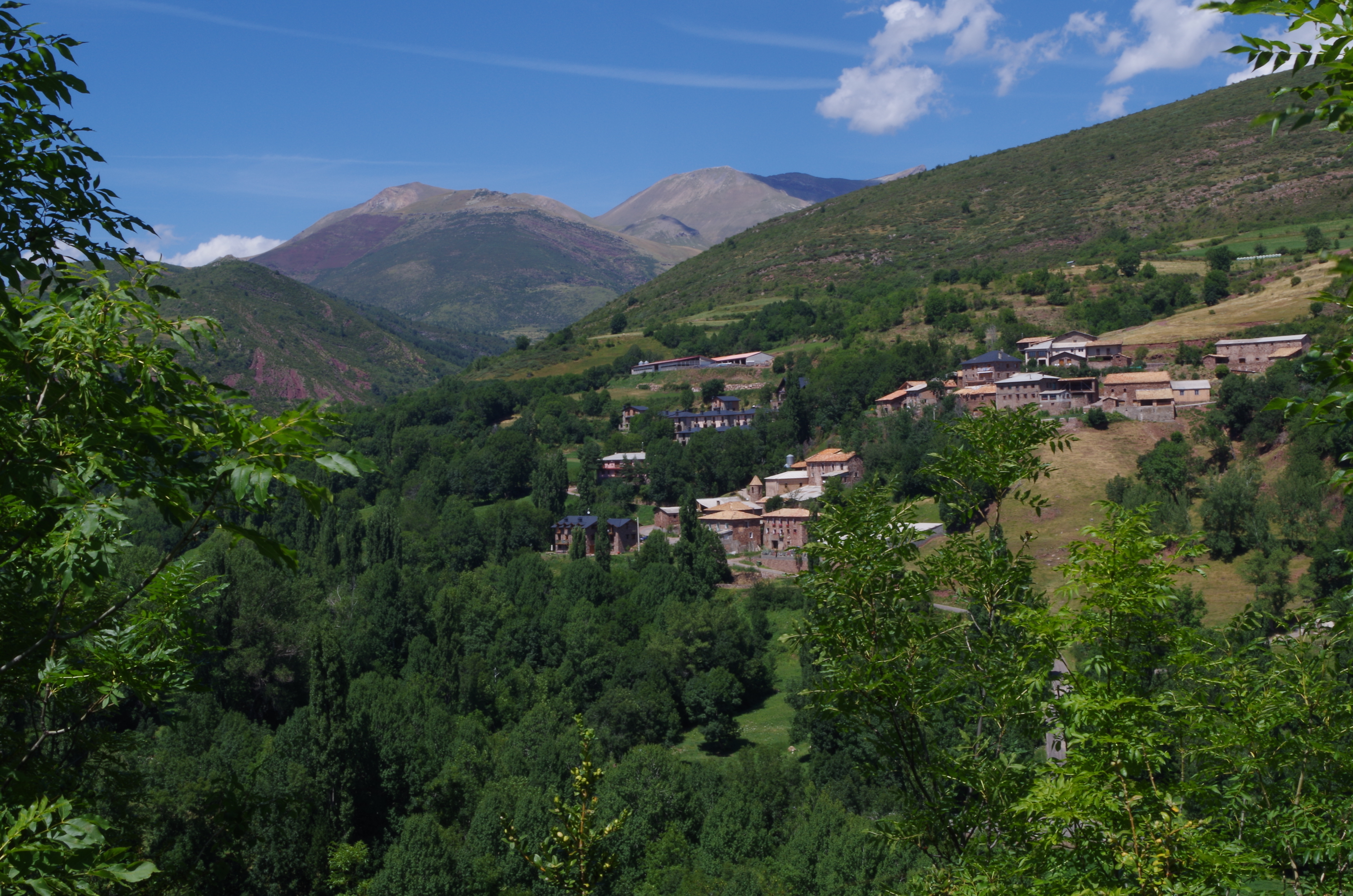
Suïls
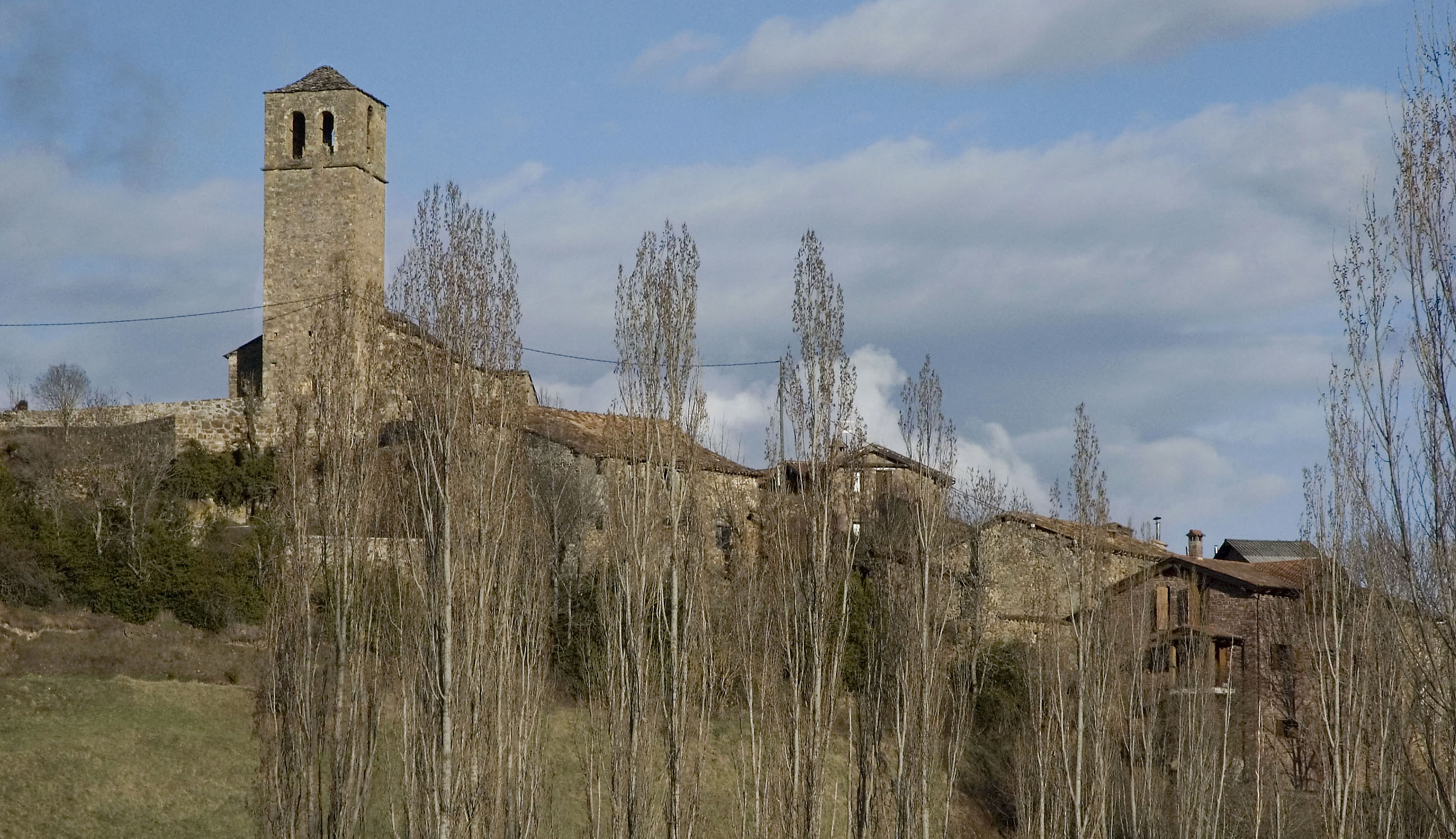
Espés, Ribagorça